# Droga wojewódzka 600
Die Droga wojewódzka 600 (DW600) ist eine Woiwodschaftsstraße in Polen, die inmitten der Woiwodschaft Ermland-Masuren in Nord-Süd-Richtung verläuft. Auf einer Länge von 46 Kilometern durchzieht sie die Powiate Mrągowo und Szczytno und verbindet die Stadt Mrągowo (Sensburg) sowie die Landgemeinde Mrągowo mit der Stadt Szczytno (Ortelsburg) und der Landgemeinde Szczytno.
Die Droga wojewódzka 600 stellt außerdem eine Verbindung her zwischen den Landesstraßen DK16 und DK59 sowie der Woiwodschaftsstraße DW591 und den Landesstraßen DK53, DK57 und DK58.

## Straßenverlauf der DW600
Woiwodschaft Ermland-Masuren
Powiat Mrągowski:
- Mrągowo (→DK16: Grudziądz–Olsztyn ↔ Ełk–Augustów–Ogrodniki (–Litauen),   → DK59: Giżycko–Ryn ↔ Rozogi) und → DW591: Michałkowo–Kętrzyn→ Mrągowo
- Gwiazdowo (Sternfelde)
- Karwie (Karwen)
- Dobroszewo (Freynowen/Freihof)
- Grabowo (Grabowen/Grabenhof)
- Borowe (Borowen/Prausken)
- Karczewiec (Neusorge)
- Rybno (Ribben)

Powiat Szczycieński:
- Śledzie (Heering)
- Kałęczyn (Kallenzin/Kallenau)
- Rańsk (Rheinswein)
- Orzyny (Erben)
- Jabłonka (Jablonken/Wildenau)
- Nowe Kiejkuty (Neu Keykuth)
- Romany (Rohmanen)
- Szczytno (Ortelsburg) (→DK53: Olsztyn ↔ Rozogi–Myszyniec–Ostrołęka, →DK57: Bartoszyce–Biskupiec ↔ Chorzele–Kleszewo, und →DK58: Olsztynek ↔ Ruciane-Nida–Pisz–Szczuczyn)